# Ballads (John-Coltrane-Album)
Ballads ist ein Jazz-Album von John Coltrane, aufgenommen durch Rudy Van Gelder am 21. Dezember 1961 sowie am 18. September und 13. November 1962, und veröffentlicht auf Impulse! Records.

## Das Album
In der Schaffensphase Coltranes bei Impulse Records, die 1961 mit dem Africa/Brass-Album begann und bis zu seinem Tode 1967 andauern sollte, fallen drei Alben heraus, die den zur damaligen Jazz-Avantgarde gehörenden Tenorsaxophonisten in einem eher konventionellem Setting präsentierten: Sein im September 1962 entstandenes Album mit Duke Ellington (Duke Ellington & John Coltrane, AS 30), sein Projekt mit dem Sänger Johnny Hartman
(John Coltrane and Johnny Hartman, AS 40) 1963 und das in drei Aufnahmesitzungen 1961/62 eingespielte Ballads-Album, das ausschließlich Standards-Material aus dem Great American Songbook präsentierte, das vom Coltrane-Quartett in langsamen und mittlerem Tempo gespielt wird. Schon in seiner Zeit bei dem Label Prestige Records hatte Coltrane immer wieder Stücke gespielt, die seine lyrische Seite betonen. Gene Lees weist in seinen liner notes zu dem Originalalbum auf frühe Aufnahmen mit Tadd Dameron hin, in der Coltrane sein Balladenspiel zu entwickeln begann. Nach seiner Motivation zu diesem Album gefragt, nannte Coltrane Abwechslung als Grund, einen Wechsel der Geschwindigkeit
Die erste Aufnahmesitzung fand schon Ende 1961 und in der Zeit nach der Europa-Tournee (noch mit Reggie Workman am Kontrabass) statt. Alle weiteren Titel wurden aufgenommen, nachdem das klassische John Coltrane-Quartett seine Aufnahmen für Coltranes erstes Studio-Album mit seinem Quartett (veröffentlicht unter dem Titel Coltrane, AS 21) beendet hatte. Ein Studio-Termin am 18. September 1962 (noch vor dem Aufnahme-Projekt mit Ellington) wurde ebenfalls für Ballads genutzt. Die restlichen fünf Titel wurden am 13. November 1962 eingespielt. Für die Session brachten die Musiker Versionen von Titeln aus der Unterhaltungsmusik mit, besprachen sie, notierten die Akkordwechsel und probten noch eine halbe Stunde. Bis auf eine Ausnahme wurde jedes Stück in einem take aufgenommen; lediglich bei dem in mittlerem Tempo gespielten All or Nothing at All gab es eine Reihe von falschen Starts, da es rhythmisch komplexer war als die restlichen Titel.

## Bewertung des Albums
Nach Ansicht der Coltrane-Biographen Filtgen und Außerbauer trifft der Hörer nach den Aufnahmen aus dem Village Vanguard hier auf einen etwas „gebremsten Coltrane“. Auch sei die Vermutung geäußert worden, die Initiative für das Album gehe auf den Produzenten Bob Thiele zurück, der die Wogen glätten und wieder höhere Verkaufszahlen erreichen wollte. Dennoch gebe das Album „Einblick die große Bandbreite von Coltranes Musik“ und zeigt ihn als „Meister der Balladeninterpretation.“ Die Autoren heben insbesondere das schnellere Stück All or Nothing at All hervor, „das für Coltrane die Möglichkeit bietet, druckvoller zu spielen. Mit Sprüngen vom Falsett zum tiefsten Register und fetzenhaften rhythmischen Linien führt er zu einem Schlagzeugsolo, das den Titel beschließt.“
Die Autoren Richard Cook und Brian Morton, die in ihrem Penguin Guide to Jazz dem Album die zweithöchste Bewertung verliehen, erwähnen als weiteren Grund für das Ballads-Projekt auch Zahn-Probleme des Saxophonisten; außerdem hatte Coltrane zu dieser Zeit Schwierigkeiten mit der Artikulation, die ihn zu dieser vorübergehenden Begrenzung seines musikalischen
Schaffens zwangen. Die Autoren heben vor allem das exquisite Balladen-Material hervor, das Coltrane und seine Mitspieler auswählten, wie die Klassiker Too Young to Go Steady, I Fall in Love So Easily oder Nancy (With the Laughing Face). Auch der All Music Guide verlieh dem Album die zweithöchste Bewertung.

## Die Titel
- John Coltrane Quartett – Ballads (Impulse AS 32 / 254607-2)
  1. Say it (Over and Over Again) (Frank Loesser, Jimmy McHugh) – 4:18 (13. November 1962)
  2. You Don’t Know What Love Is (Gene De Paul, Don Raye) – 5:15 (13. November 1962)
  3. Too Young to Go Steady (Harold Adamson, McHugh) – 4:23 (13. November 1962)
  4. All or Nothing at All (Arthur Altman, Jack Lawrence) – 3:38 (13. November 1962)
  5. I Wish I Knew (Mack Gordon, Harry Warren) – 4:54 (13. November 1962)
  6. What’s New? (Johnny Burke, Bob Haggart) – 3:47 (18. September 1962)
  7. It’s Easy to Remember (Lorenz Hart, Richard Rodgers) – 2:49 (21. Dezember 1961)
  8. Nancy (With the Laughing Face) (Phil Silvers, Jimmy Van Heusen) – 3:10 (18. September 1962)

Die erweiterte Neuausgabe der CD (IMP 051156-2) enthält zudem den Titel Vilia, weitere Versionen von All or Nothing at All, It’s Easy to Remember und Greensleeves.